# Tara Whitten
Tara Whitten (Toronto, 13 de juliol de 1980) és una ciclista canadenca especialista en la pista. Campiona del món diversos cops, va aconseguir una medalla de bronze als Jocs Olímpics de Londres.

## Palmarès en pista
- 2008
  -  Campiona del Canadà en persecució
  -  Campiona del Canadà en puntuació
- 2009
  - 1a als Campionats Panamericans en Òmnium
  - 1a als Campionats Panamericans en Persecució individual
- 2010
  -  Campiona del món en Puntuació
  -  Campiona del món en Òmnium
- 2011
  -  Campiona del món en Òmnium
- 2012
  -  Medalla de bronze als Jocs Olímpics de Londres en Persecució per equips (amb Gillian Carleton i Jasmin Glaesser)

### Resultats a laCopa del Món
- 2009-2010
  - 1r a Cali, en Persecució per equips
- 2010-2011
  - 1r a la Classificació general i a la prova de Pequín, en Òmnium

## Palmarès en ruta
- 2009
  -  Campiona del Canadà en contrarellotge
  - 1a al Tour de Prince Edward Island i vencedora d'una etapa
- 2010
  - 1a als Jocs de la Commonwealth en Contrarellotge
  - Vencedor d'una etapa a la Cascade Cycling Classic
- 2011
  - Vencedor d'una etapa a la Cascade Cycling Classic
  - Vencedora d'una etapa al Tour de Toona
- 2012
  - Vencedora d'una etapa a l'Exergy Tour
- 2015
  - 1a al Rochester Twilight Criterium
- 2013
  -  Campiona del Canadà en contrarellotge
- 2016
  - 1a a la Cascade Cycling Classic i vencedora de 2 etapes